# 120ª Brigata di difesa territoriale
La 120ª Brigata autonoma di difesa territoriale (in ucraino 120-та окрема бригада територіальної оборони?, 120-ta okrema bryhada terytorial'noї oborony, unità militare А7048) è la principale unità delle Forze di difesa territoriale dell'Ucraina dell'oblast' di Vinnycja, subordinata al Comando operativo "Sud" delle Forze terrestri.

## Storia
La creazione della brigata è iniziata nel giugno 2018, e ha organizzato la prima esercitazione dall'11 al 15 dello stesso mese, coinvolgendo circa 3700 riservisti. Fra il 5 e l'11 dicembre 2018 è stata organizzata una ulteriore sessione di addestramento per altri 350 militari. Nell'agosto 2019 si è tenuta un'esercitazione per gli ufficiali in congedo della brigata.
L'unità è stata mobilitata in seguito all'invasione russa dell'Ucraina del 2022. Ha preso parte a sessioni di addestramento, insieme a unità della Guardia di Frontiera e della Guardia Nazionale, al fine di rinforzare le difese dell'Ucraina settentrionale in caso di un secondo tentativo di attacco proveniente dalla Bielorussia. Il 14 ottobre 2022 la brigata ha ricevuto la bandiera di guerra da parte del presidente ucraino Volodymyr Zelens'kyj.
Nell'autunno 2024 elementi della brigata sono stati impiegati in prima linea sul fronte di Pokrovs'k. Alla fine di ottobre il 210º Battaglione, schierato a difesa del villaggio di Hirnyk in supporto della 59ª Brigata motorizzata, è stato investito da importanti assalti russi durante la rotazione della 59ª Brigata, sostituita dalla 110ª Brigata meccanizzata. Il battaglione è rimasto isolato senza l'adeguato sostegno di artiglieria e mezzi corazzati, subendo gravi perdite e ritirandosi dall'insediamento, che è stato successivamente conquistato dalla 114ª Brigata fucilieri motorizzata.

## Struttura
- Comando di brigata[11]
- 168º Battaglione di difesa territoriale (Ladyžyn, unità militare А7334)[12]
- 169º Battaglione di difesa territoriale (Tul'čyn, unità militare А7335)[13]
- 170º Battaglione di difesa territoriale (Žmerynka, unità militare А7336)[14]
- 171º Battaglione di difesa territoriale (Nemyriv, unità militare А7337)[15]
- 172º Battaglione di difesa territoriale (Mohyliv-Podil's'kyj, unità militare А7338)[16]
- 173º Battaglione di difesa territoriale (Kozjatyn, unità militare А7339)[17]
- 210º Battaglione di difesa territoriale (Pultivci, unità militare А7379)[18]
- Unità di supporto

## Comandanti
- Colonnello Valerij Kucenko (giugno 2018 - maggio 2019)[19]
- Colonnello Jurij Paradjuk (maggio 2019 - febbraio 2024)[20]
- Colonnello Volodymyr Katyns'kyj (febbraio 2024 - marzo 2025)[21]
- Colonnello Dmytro Bizonyč (marzo 2025 - in carica)[22]